# Nguyễn Thị Ánh Viên
Nguyễn Thị Ánh Viên (ur. 9 listopada 1996 w Cần Thơ) – wietnamska pływaczka specjalizująca się w stylu zmiennym i grzbietowym, medalistka igrzysk azjatyckich i mistrzostw Azji.

## Kariera pływacka
W 2012 roku podczas igrzysk olimpijskich w Londynie na dystansie 200 m stylem grzbietowym z czasem 2:13,35 zajęła 26. miejsce. W konkurencji 400 m stylem zmiennym uplasowała się na 28. pozycji (4:50,32).
Rok później, na mistrzostwach świata w Barcelonie z czasem 2:12,75 była dziewiętnasta na 200 m stylem grzbietowym. Na dystansie 400 m stylem zmiennym uzyskawszy w eliminacjach czas 4:47,60, zajęła 21. miejsce.
Nguyễn podczas igrzysk azjatyckich odbywających się w południowokoreańskim Inczon zdobyła dwa brązowe medale w konkurencjach 200 m stylem grzbietowym i 400 m stylem zmiennym.
W trakcie mistrzostw świata w Kazaniu była dziesiąta w eliminacjach 400 m stylem zmiennym (4:38,78). W konkurencji 200 m stylem zmiennym nie zakwalifikowała się do finału i z czasem 2:13,29 zajęła ostatecznie 15. miejsce. Na dystansie 200 m stylem dowolnym uplasowała się na 31. miejscu (2:00,80).
Podczas igrzysk olimpijskich w Rio de Janeiro w 2016 roku na dystansie 400 m stylem zmiennym z czasem 4:36,85 znalazła się tuż poza finałem. W konkurencji 400 m stylem dowolnym uzyskała czas 4:16,32 i zajęła 26. miejsce. Brała też udział w eliminacjach 200 m stylem zmiennym, w których uplasowała się na 33. miejscu (2:16,20).
Kilka miesięcy później, na mistrzostwach świata na krótkim basenie w Windsorze zakwalifikowała się do finału 400 m stylem zmiennym. Początkowo z czasem 4:27,12 zajęła drugie miejsce, ostatecznie została jednak zdyskwalifikowana za niedotknięcie ściany basenu podczas wykonywania jednego z nawrotów. Na dystansie 200 m stylem zmiennym uzyskała czas 2:10,69 i uplasowała się na 10. miejscu.